# 土浦市立上大津西小学校
土浦市立上大津西小学校（つちうらしりつかみおおつにししょうがっこう）は、かつて茨城県土浦市手野町に存在した公立小学校。略称は上西小、上西、西小。

## 沿革
（この部分の出典）
- 1892年（明治25年） - 手野に手野尋常小学校として開校。
- 1893年（明治26年） - 校舎新築落成。開校式を挙行。
- 1894年（明治27年）5月1日 - 手野尋常高等小学校に改称（創立記念日）。
- 1907年（明治40年） - 上大津西尋常高等小学校に改称。
- 1918年（大正7年） - 手野町3561番地（閉校時の所在地）へ移転。
- 1941年（昭和16年） - 上大津村立上大津西国民学校に改称。
- 1947年（昭和22年） - 上大津村立上大津西小学校に改称。
- 1954年（昭和29年） - 上大津村の土浦市への編入にともない、土浦市立上大津西小学校に改称。
- 1975年（昭和50年） - 神立小学校の新設により、神立地区分離。
- 1986年（昭和61年） - 菅谷小学校の新設により、白鳥地区分離。
- 1992年（平成4年） - 創立100周年。
- 2019年（平成31年）3月4日 - 当時の土浦市長・中川清が、本校の複式学級を解消するため、2020年（令和2年）4月に菅谷小学校へ暫定統合をする予定であることを表明[2]。
- 2020年（令和2年）3月 - 菅谷小学校への暫定統合にともない閉校。　
  - 3月29日 - 閉校式を開催。新型コロナウイルスの影響を受け、縮小された形で開催された[3]。
  - 3月31日 - この日をもって閉校。最終の児童数は45人。

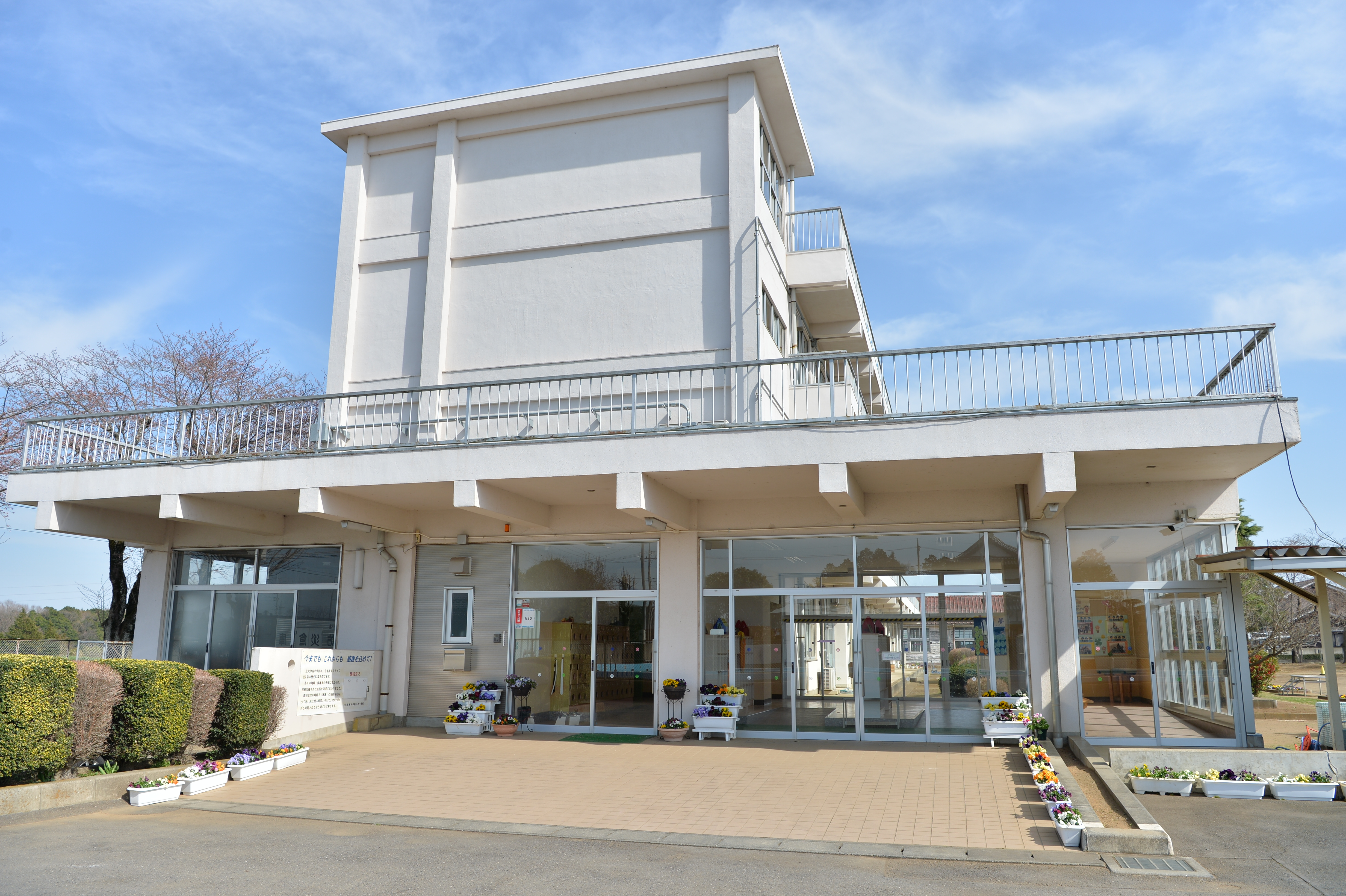
校舎入口

## 特記事項
- 校歌は作詞・漆野信夫、作曲・中島健、編曲・中島章夫。
- 学年によっては、複式学級となっていた。

## 通学地域
- 手野町
- 神立町の一部

※学区外のかすみがうら市の戸崎原地区からの通学もあった。
市立中学校へ進学する場合、土浦市立土浦第五中学校への進学。